# Houston Aeros
Houston Aeros – amerykański klub hokejowy z siedzibą w Houston działający w latach 1994–2013.
W latach 1994–2001 drużyna występowała w lidze IHL. Od 2001 do 2013 uczestniczyła w rozgrywkach American Hockey League. Od 2013 kontynuatorem prawnym klubu jest Iowa Wild.
Drużyna podlegała zespołowi Minnesota Wild oraz ma własą filię w ECHL, którą jest drużyna Texas Wildcatters oraz w CHL, którą jest drużyna Austin Ice Bats.

## Osiągnięcia
- Mistrzostwo w sezonie regularnym IHL: 1999
- Mistrzostwo dywizji IHL: 1999
- Mistrzostwo konferencji IHL: 1999
- Turner Cup – mistrzostwo IHL: 1999
- Mistrzostwo dywizji AHL: 2003
- Norman R. „Bud” Poile Trophy: 2003
- Puchar Caldera: 2003
- Finał o Puchar Caldera: 2011
- Finał konferencji zachodniej AHL: 2009